# 1489 en musique classique
| \| • Retour à la chronologie générale de la musique classique • \| |
| Grèce • Rome • Haut Moyen Âge • VIIIe siècle • IXe siècle • Xe siècle • XIe siècle XIIe siècle • XIIIe siècle • XIVe siècle • XVe siècle • XVIe siècle • XVIIe siècle XVIIIe siècle • XIXe siècle • XXe siècle • XXIe siècle |
| • Retour à la chronologie générale de la musique classique • |

| Années en musique classique : 1486 - 1487 - 1488 - 1489 - 1490 - 1491 - 1492    |
| Décennies en musique classique : 1450 - 1460 - 1470 - 1480 - 1490 - 1500 - 1510 |

## Événements
- Josquin des Prés entre au service de la chapelle papale à Rome.

## Naissances
- Vers 1489 : Johannes Heer, compositeur, copiste suisse († vers 1553)[1].